# Alfred Rode
Alfred Rode (4 de julho de 1905 — Lisieux, 22 de julho de 1979) foi um compositor francês nascido na Itália, músico, ator e diretor de cinema. Nasceu em Torre del Greco, como Alfred Spedaliere. Em 1936, Rode apareceu no filme britânico Gypsy Melody ao lado de Lupe Vélez, que foi uma refilmagem do seu próprio filme de 1935, Juanita. Rode foi casado com a atriz francesa Claudine Dupuis em 1951.

## Filmografia selecionada

### Diretor
- The Blue Danube (1939)
- Secret Cargo (1947)
- It's the Paris Life (1954)
- Secret File 1413 (1962)

### Ator
- Carnival (1931)
- The Blue Danube (1932)
- Juanita (1935)
- Antonia, romance hongroise (1935)
- Gypsy Melody (1936)
- Tourbillon (1953)